# Skånemarknaden

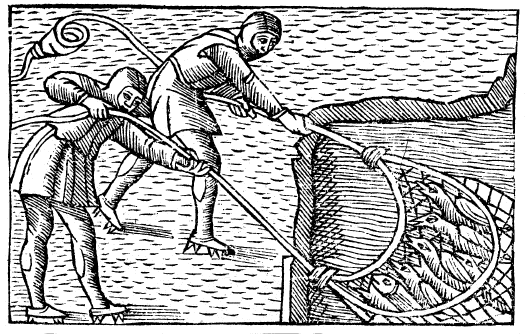
Olaus Magnus: fiske (1555)

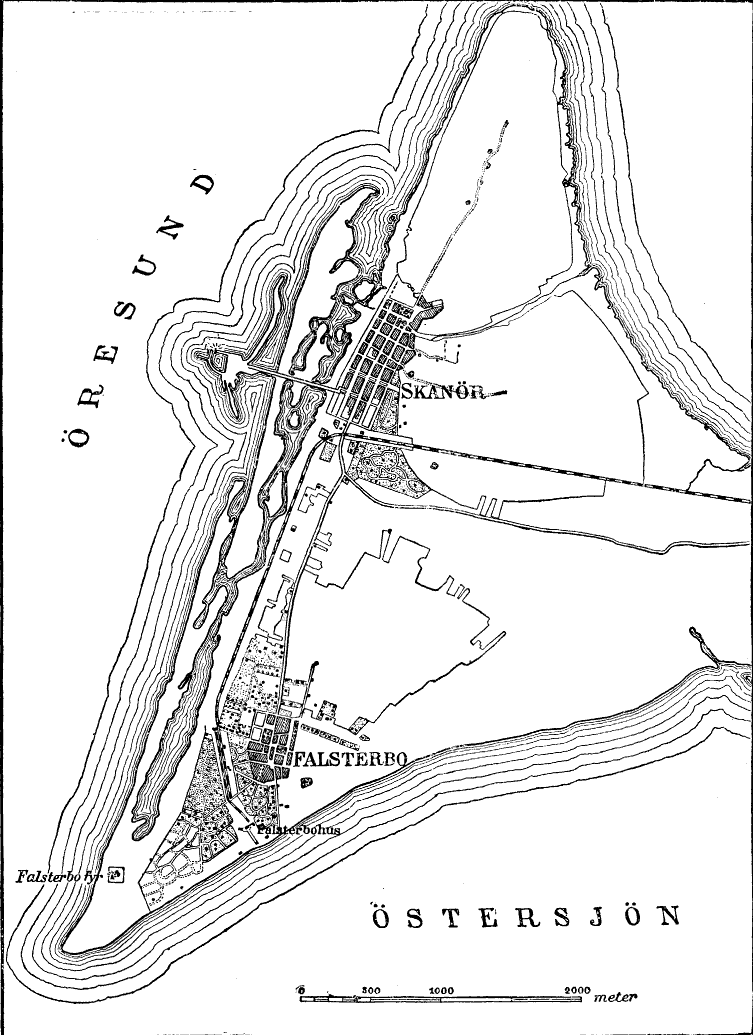
Skanör med Falsterbo omkring år 1900

Sillmarknaden bidrog till Skanör med Falsterbos stadsvapen...

...som sedan bibehölls när Skanör med Falsterbo kommun slogs ihop med Vellinge kommun

Skånemarknaden med den årliga sillmarknaden (danska: sildemarkedet) vid Skanör och Falsterbo i Skåne var en av Danmarks viktigaste platser för skatteintäkter under medeltiden, och det sydvästligaste Skåne var i flera århundraden i handelshänseende den viktigaste platsen i norra Europa. Där betalades skatt på saltet till konserveringen. Detta kom från Lüneburg och levererades av hansaköpmännen från Lübeck. Marknaden ägde rum från slutet av juli till slutet av oktober, men förlängdes vissa år till mitten av november. Förutom med sill handlades det med allehanda andra sorters färdiga och halvfärdiga produkter och råvaror.

## Orsak och betydelse
De goda fångstställena för sill, en omtyckt föda under de på medeltiden ofta förekommande fastedagarna, norr om Falsterbonäset (enligt Adam av Bremen låg sillen vid den skånska kusten så tät, att fisken lät sig ösas ur havet med bara händer) utgjorde från och med början av 1100-talet grunden för den största nordeuropeiska marknadsplatsen under medeltiden och det fantastiska uppsvinget och rikedomen för de vendiska hansastäderna, särskilt Lüneburg och Lübeck men även Wismar, Rostock, Stralsund och Danzig. Hansaköpmännen organiserades av sina hemstäder i särskilda köpmannakorporationer, skånefarargillen, vilka, på grund av den stora ekonomiska betydelse de hade för sina städer, kunde utöva avsevärt inflytande i stadens råd.
Kvalitetskontrollen på sillmarknaden var hård – ifall sillen packades fel, blev straffet döden. Det var nödvändigt, då man inte kunde hålla ett högt pris, om varan icke var av högsta kvalitet. Nere på kontinenten bestämde man, att en fiskhandlare som saluförde sill som inte var skånsk måste sätta upp en röd flagg på sin bod.

## Transporter
För att kunna konservera fisken för transport till Kontinentaleuropa behövdes tunnor och salt. Den närmsta större saltförekomsten fanns i Lüneburg och fördes därifrån till Lübeck på den gamla saltvägen (Alte Salzstraße), och sedan vidare tillsammans med tunnor till Falsterbo. Därutöver tillkom dagligvaruleveranserna (öl, ett baslivsmedel på den tiden, och kött) för de upp till 200 000 människorna som vistades där under säsongen. Även medhjälpare hämtades till största delen med skepp från de tyska städerna längs Östersjökusten. Därför kunde det vid vissa tillfällen i Öresund utanför Falsterbo ända fram till Dragør på ön Amager på sundets väststrand samtidigt ligga upp till 500 skepp av olika storlek, de minsta kunde lasta mellan fyra och fem tunnor sill, de största omkring 400. År 1398 gick salttransporten mellan Lüneburg och Lübeck via den första kanalen i Europa som gick över ett vattendrag, Stecknitzkanalen. Återtransporten av tunnorna med salt sill gick efter samma farled.

## Koncession
Danska kronan gav hansastäderna och köpmän från England och Nederländerna så kallade fiter, koncession på bestämda områden på halvöns ängar, stad för stad efter deras storlek, varpå för fiskfångstsäsongen nödvändiga byggnader uppfördes. Störst fiter hade Lübeck och Danzig med sex–tio hektar var. Fiterna var underställda städernas åldermän, som också hade domsrätt däröver. Ur danska kronans synvinkel var fiter en koncession vars summa avsevärt bidrog till den danska statskassan, liksom sedermera också Öresundstullen kom att göra.

## Hansans monopol
Kampen om handelsprivilegierna var kärnan i de ständiga och understundom även krigiska stridigheterna emellan hansastäderna och de danska kungarna. I freden i Stralsund (1370)   säkrade Hansan ett monopol på sillmarknaden i Skåne fram till 1385 och stävjade fullständigt den tilltagande konkurrensen. Därmed upphörde marknadskaraktären till förmån för en enkel stapelrätt och marknaden reducerades till ren sillhandelsplats.

## Slutet
När sillen uteblev 1560 slutade marknadens storhetstid i Skåne, Skanör och Falsterbo nästan ödelades, samtidigt med de vendiska städernas stagnationsperiod.